# 톈중진

톈중 진 위치

톈중진(한국어: 전중진, 중국어: 田中鎮, 병음: Tiánzhōng Zhèn)은 중화민국 장화 현의 진이다. 넓이는 34.6056km2이고, 인구는 2019년 9월 기준으로 41,273명이다.

## 역사
톈중 진은 주위가 논에 둘러싸여 있었기 때문에 전중앙(田中央)으로 불렸고 일본 통치 시대에 일본식 지명인 다나카(田中)로 개칭되었다.
청대에는 대만부 창화현 태무동보 및 동라동보의 일부분에 속했고 건륭 말년부터 가경 연간에 걸쳐 복건성 장주부 및 천주부터 삼괴조사자륜 일대에 이주가 진행되어 소가곽(현재의 사룬 리)이 형성되었다. 그러나 도광 30년에 탁수계의 반란으로 옛 거리는 괴멸했고 주민은 전중앙으로 이주해 개척에 종사했다. 일본 통치 시대에는 다이추 현 쇼카 지청의 관할이 되었고 1900년에 11월에 이어 쇼카 다나카 지청, 1914년 다이추노 호쿠토 지청, 1920년에는 다이추 주 인린 군 다나카 장으로 개칭되었고 1940년에 가(街)로 승격했다. 전후에 톈중은 당초에 타이중 현의 귀속이 되었지만, 1950년에 장화 현에 귀속되어 현재에 이르고 있다.

## 교통
- 도로
  - 현도137, 141, 150호선
  - 향도 창83, 창94, 창95, 창96, 창99, 창109, 창111, 창111-1호선
- 철도
  - 타이완 철로관리국 종관선 톈중역
  - 타이완 고속철도 장화역
- 버스
  - 유버스(統聯客運)1631호선[주산－타이페이]
  - 장화현버스6호선고속철도장화역－루강]
  - 장화현버스7호선[타이완철도톈중역－위안린터미널]
  - 장화현버스8호선[타이완철도톈중역－시저우공원]
  - 장화현버스15호선[얼린－시터우]
  - 장화현버스 장남급행선[고속철도장화역－시저우공원]
  - 장화현버스 칭수이옌선[고속철도장화역－소슬린크]
  - 장화버스(彰化客運)：
    - 6915[고속철도장화역－위안린]
    - 6927[고속철도장화역－난터우]
    - 6928[톈중－난터우]

  - 위안린버스(員林客運)：
    - 6700[다예대학교－얼수이]
    - 6701[위안린－주산]
    - 6702[위안린－처청역]
    - 6709[톈중－얼린]
    - 6735[타이중－얼수이]

## 관광
- 톈중 고양이마을(田中貓村)
- 톈중 가마(田中窯)
- 장화현립징송문화교육단지(彰化縣立景崧文化教育園區)
- 톈중삼림공원(田中森林公園)
- 샹산숲길(香山森林步道)
- 츠수이치공원(赤水崎公園)
- 치린산숲길(麒麟山森林步道)